# Jakov Protazanov
Jakov Aleksandrovitsj Protazanov (Russisch: Яков Александрович Протазанов) (Moskou, 23 januari 1881 – Moskou, 8 augustus 1945) was een Russisch filmregisseur, scenarioschrijver en acteur.

## Filmografie
- 1909: Bachtsjisarajski fontan (Бахчисарайский фонтан)
- 1912: Oechod velikogo startsa (Уход великого старца)
- 1913: Kljoetsji stsjastja (Ключи счастья)

- Bibsys: 13020215
- Bibliothèque nationale de France: cb14696124b (data)
- Gemeinsame Normdatei: 12071745X
- International Standard Name Identifier: 0000 0000 7998 2692
- Library of Congress Control Number: no91026746
- Nationale Bibliotheek van Letland: 000271491
- Nationale Bibliotheek van Tsjechië: xx0163420
- Nationale Bibliotheek van Israël: 987007322169305171
- Nederlandse Thesaurus van Auteursnamen: 12022478X
- Réseau des bibliothèques de Suisse occidentale: 02-A000133559
- Système universitaire de documentation: 142793353
- Union List of Artist Names: 500472073
- Virtual International Authority File: 59347637
- WorldCat: E39PBJwhx4jrJ9RPFdGtXR7GpP